# 奥涅加湖
奥涅加湖（羅馬化：Onezhskoye ozero）是欧洲仅次于拉多加湖的第二大湖。位于俄罗斯西北部，大部分位于卡累利阿共和国境内，南部在列宁格勒州和沃洛格达州境内。
湖盆从西北向东南延伸，长250千米。最宽处91.6千米，面积9700平方千米。湖面海拔33米。西北和北岸为由花岗岩组成的曲折岩岸，多湖湾；东南和南为平直的沙岸，多湖滩。湖盆南浅北深，平均水深30米，水体积292×109立方米。有1369个湖岛，总面积250平方千米。大多数水量来自舒亚、沃德拉等58条河流。通过运河与白海、波罗的海相连，有重要航运价值。湖内盛产多种鱼类。

## 地質歷史
奥涅加湖是冰蚀湖，是冰河時期存在於該地大片水體的殘餘部分。就地質而言，奥涅加湖相對年輕，它與北歐大部分湖泊一樣，於末次冰期晚期時因內陸冰盖侵蝕而形成。
在3至4億年前的古生代，現今奥涅加湖周遭曾是一片大陸棚海，緊鄰當時位於赤道附近的古波羅的海大陸。沉積岩覆蓋於波罗的地盾上，約200公尺厚。冰河期結束後，冰川消退形成利托里納海，水位比現今高出7至9公尺（23至30英尺）。水位隨著時間推移逐漸下降，讓海域面積縮小，並在波羅的海地區形成湖泊。

## 地形和水文
奧涅加湖水面面積為9,891平方公里（不含島嶼），水體容積約291立方公里。湖泊南北長約245公里，東西寬約90公里。它按面積為歐洲第二大湖，也是全球第18大湖。
湖的南岸地勢多為低平連綿，北岸則多岩石，地形崎嶇。北岸分佈著眾多狹長海灣，使湖泊整體輪廓看起來有如巨大的螯虾。
在湖的北部，是廣大的扎奧涅日半島，其南方則是大克利緬涅茨基島。兩者西側是「大奧涅加」水域（Большое Онего），水深超過100公尺，其中包括孔多波加灣（最深達78公尺）、伊列姆-戈爾斯卡亞灣（42公尺）、利熱姆斯科伊灣（82公尺）與烏尼茨科伊灣（44尺）。
在大奧涅加西南方，是彼得羅扎沃茨克水域（Петрозаводское Онего），其中有較大的彼得羅扎沃茨克灣，以及較小的亞爾古巴灣與平古巴灣。
扎奧涅日半島東側也有一片海灣，其北段稱為波韋涅茨灣（Povenetsky Bay），南段稱為扎奧涅日灣（Zaonezhsky Bay）。此區水域深水區與淺灘與島嶼交錯，使海灣被分隔為多個部分。其中最南端稱為「小奧涅加」，水深約40至50公尺，為岩岸地形。
|  | 1. 斯维尔斯克湾 2. 彼得罗扎沃茨克湾和彼得罗扎沃茨克市 3. 大奧涅加湾 4. 孔多波加灣 5. 小奧涅加湾 6. 扎奧涅日湾 7. 波韋涅茨湾 8. 基日島 9. 沃德洛澤羅湖和沃德洛澤羅國家公園 10. 伊文斯基溢洪道和斯維里河 11. 别索夫诺斯海角（又名魔鬼的鼻子 Devil's nose） 12. 大克利緬涅茨基島 |

湖的平均水深為30公尺，北部最深處達127公尺。湖中央的平均深度為50至60公尺，南部則較淺，約為20至30公尺。湖底地形崎嶇不平，覆蓋著淤泥，北部有許多大小形狀不一的溝槽，溝槽間隔著大片淺灘，有利於魚類棲息，遂成為商業捕魚的主要場域。
湖的水位由上斯維爾水力發電廠（Verhnesvirskaya hydropower plant）調節，全年變化僅約0.9至1.5公尺。春季融雪期會導致水位上升，為期約一個半月至兩個月。每年水位最高出現在6至8月，最低則在3、4月間。每年有15.6立方公里的水由河川注入湖中，佔總水量約74%，其餘則來自降水。湖水主要經由斯維里河排出，年排出量17.6立方公里，佔總水量的84%，其餘16%則經蒸發散失。
湖上常有類似海洋的強烈風暴，浪高2至3公尺相當常見，甚至可達5公尺。湖沿岸與各灣區於11月底至12月結冰，湖中心則多在1月中結冰。4月起支流開始解凍，並在5月完全解凍。
湖中深水區水質清澈，可見度達7至8公尺，在灣區則可能降至約1公尺。湖水為淡水，鹽度35毫克/公升，比附近的拉多加湖低約1.5倍，屬於相對低鹽度的湖泊。
湖面水溫最高可達20至24°C，而灣區更高，可達24至27°C；但深水區溫度則低得多，冬季約為2至2.5°C，夏季也僅有4至 6°C。當地氣候偏冷，每年有一半時間氣溫低於0°C，夏季平均氣溫約為16°C。

## 流域與島嶼
奧涅加湖的集水區面積為51,540平方公里，有58條河川與超過110條支流匯入湖中，主要包括舒亚河、蘇納河、沃德拉河、維捷格拉河和安多馬河。湖水唯一的出口是斯維里河，它標示出卡累利阿南部邊界，從湖的西南岸流出，通往拉多加湖，最終經由涅瓦河注入芬蘭灣。
白海-波羅的海運河從白海延伸至波羅的海，途經奧涅加湖。而伏爾加—波羅的海水路則連接奧涅加湖與伏爾加河、裏海與黑海。奧涅加運河建於1818–1820年與1845–1852年間，沿湖的南岸延伸，從東側的維捷格拉河至西側的斯維里河。這條運河原屬瑪麗因斯克運河系統，是伏爾加—波羅的海水路前身，提供船隻得以避開湖面風浪的航線。該運河寬約50公尺，與湖岸的距離在10公尺到2公里之間。如今這條運河已不再用於航運。
湖中約有1650座島嶼，總面積約250平方公里。其中最著名的是基日島，以18世紀的木造教堂聞名。面積最大的島嶼則是大克里緬涅茨基島，面積147平方公里，島上有數個聚落、一所學校，以及一座82公尺的丘陵。其他較大的島嶼還包括大列利科夫斯基島與蘇伊薩里島。
|                      |                  |      |      |
| 別索夫諾斯海角及灯塔 | 彼得羅扎沃茨克湾 | 湖岸 | 岛屿 |

## 生態
奥涅加湖湖岸佈滿沼澤，是水鳥的棲息地，當地紀錄超過200種鳥類出現。岸邊則覆蓋茂密的原始針葉林，但也能見椴树、榆树等闊葉樹。湖邊常見的哺乳動物有棕熊、狼、赤狐、麋鹿、兔，以及20世紀初引入的麝鼠、水鼬。
湖中有种类繁多的鱼类和水生无脊椎动物，包括冰河孑遗物種七鳃鳗。湖中有大约47种鱼类，分属13科。
奥涅加湖近年因工業發展漸被汙染，周遭80%人口及90%以上工業聚集在彼得罗扎沃茨克、孔多波加、梅德韋日耶戈爾斯克三地。人類活動帶來磷、氮等元素，部分隨斯維里河流走，其餘留於湖內。船隻航行則會帶來石油污染物以及苯酚、铅以及硫、氮、碳的氧化物。 

## 經濟

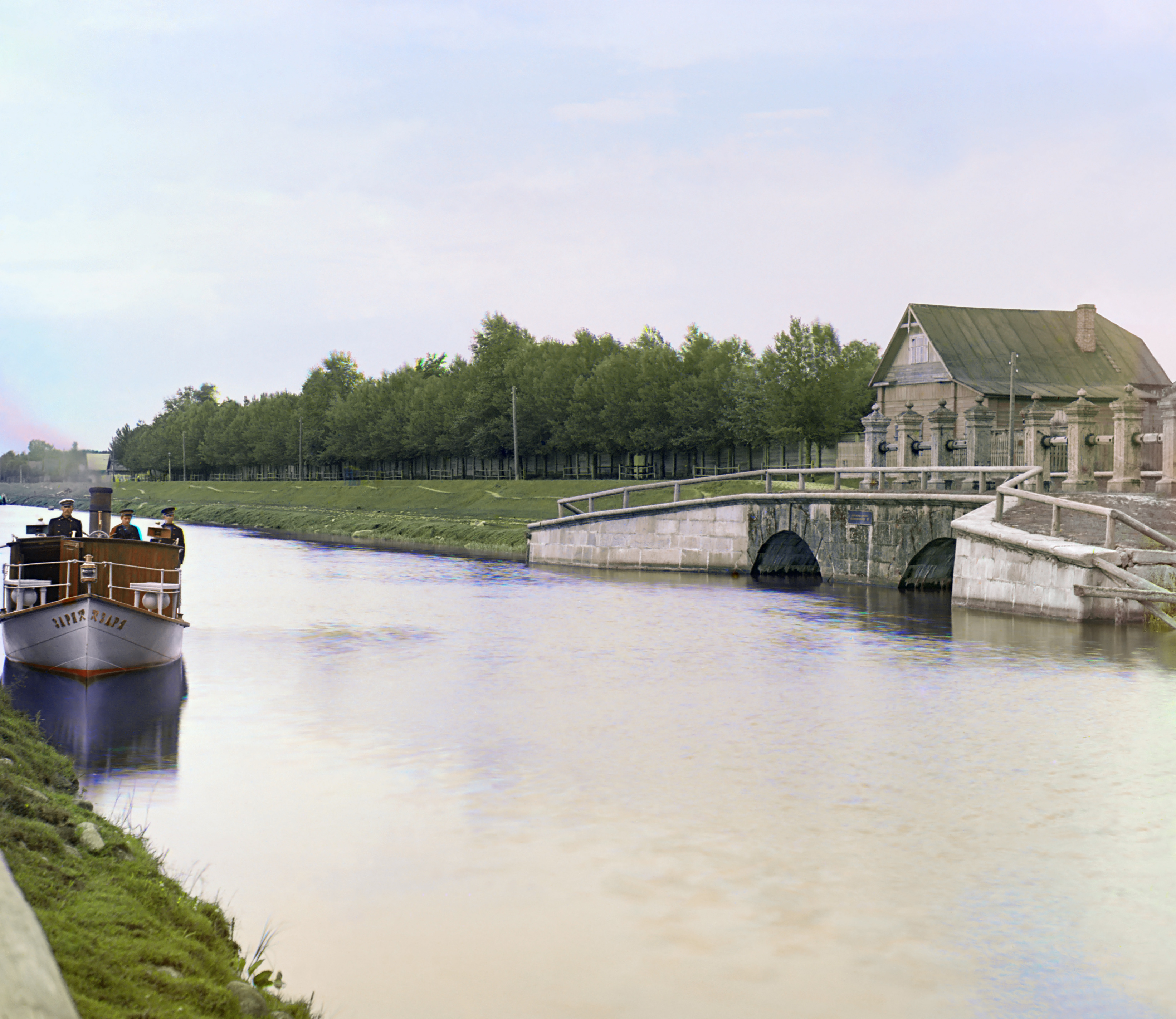
拉多加湖与奥涅加湖之间一拖船路上的桥（1912年照片）

這座湖盆是俄羅斯重要的花崗岩、大理石與黑片岩產地，自18世紀初以來即在當地開採。此地的金屬加工業十分發達，尤以彼得羅扎沃茨克一帶最為突出，該區產出的工業產品約占卡累利阿總產值的25%。
湖水水位由下斯維爾（Нижнесвирская ГЭС）與上斯維爾（Верхнесвирская ГЭС）兩座水力發電廠調控。前者建於1927至1938年間，最大發電量為99兆瓦；後者則自1938年開始建設，因二戰而中斷，直至1947年復工，最終於1952年完工，發電量達160兆瓦。與該廠相連的上斯維爾水庫面積9,930平方公里，蓄水量為260立方公里，與奧涅加湖本身相差無幾。水庫完工後使湖水位上升了約0.5公尺。
奧涅加湖擁有完善的航運系統，為伏爾加—波羅的海水路與白海-波羅的海運河的一部分，可連通波羅的海、裏海與北冰洋流域。透過這些運河，湖運得以覆蓋從德國至伊朗等地的貨物運輸，其中多數貨運流向芬蘭、瑞典、德國與丹麥。沿著湖南岸修建的奧涅加運河目前已停止使用。全湖年貨運量約為1,000至1,200萬噸，平均每年船隻航行約10,300次。
湖岸設有兩座主要港口（彼得羅扎沃茨克與梅德韋日耶戈爾斯克）、五個碼頭（孔多波加、波韋涅茨、沙拉、維捷格拉與沃茲涅先耶）以及41個小型泊點。
漁業是湖區的重要產業，現有約17種魚類進行商業捕撈，包括歐白鮭、鱈魚、鱸魚、鲫鱼等。
雖然湖上沒有固定的客運航線，但每天仍有多條觀光船往返於彼得羅扎沃茨克與基日島、韋利卡亞古巴、沙拉等地，由水翼船與摩托船承載，也可搭載乘客 。此外，也有客船行駛於彼得羅扎沃茨克與沙拉之間。
帆船活動在湖區相當受歡迎，彼得羅扎沃茨克有帆船俱樂部。自1972年以來，每年七月底都會舉辦俄羅斯最大規模的帆船賽「奧涅加帆船大賽」（Онежская парусная регата），為「Open800」級遊艇的全俄公開錦標賽，並具有國際賽事地位。
|                  |                      |                        |
| 基日岛码头的船只 | 彼得罗扎沃茨克货运港 | 1915年的彼得罗扎沃茨克 |

## 歷史與景點

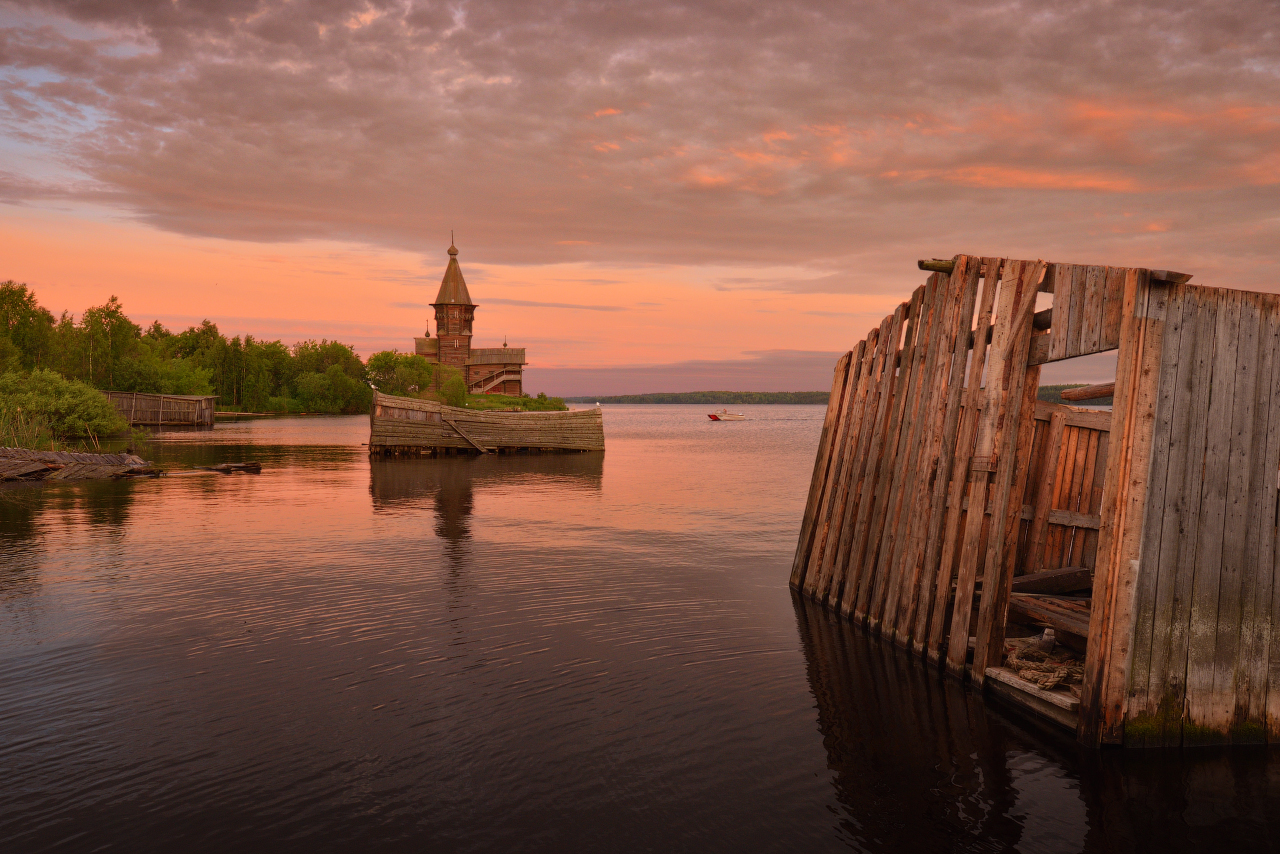
2018年，孔多波加圣母安息教堂被纵火焚毁前

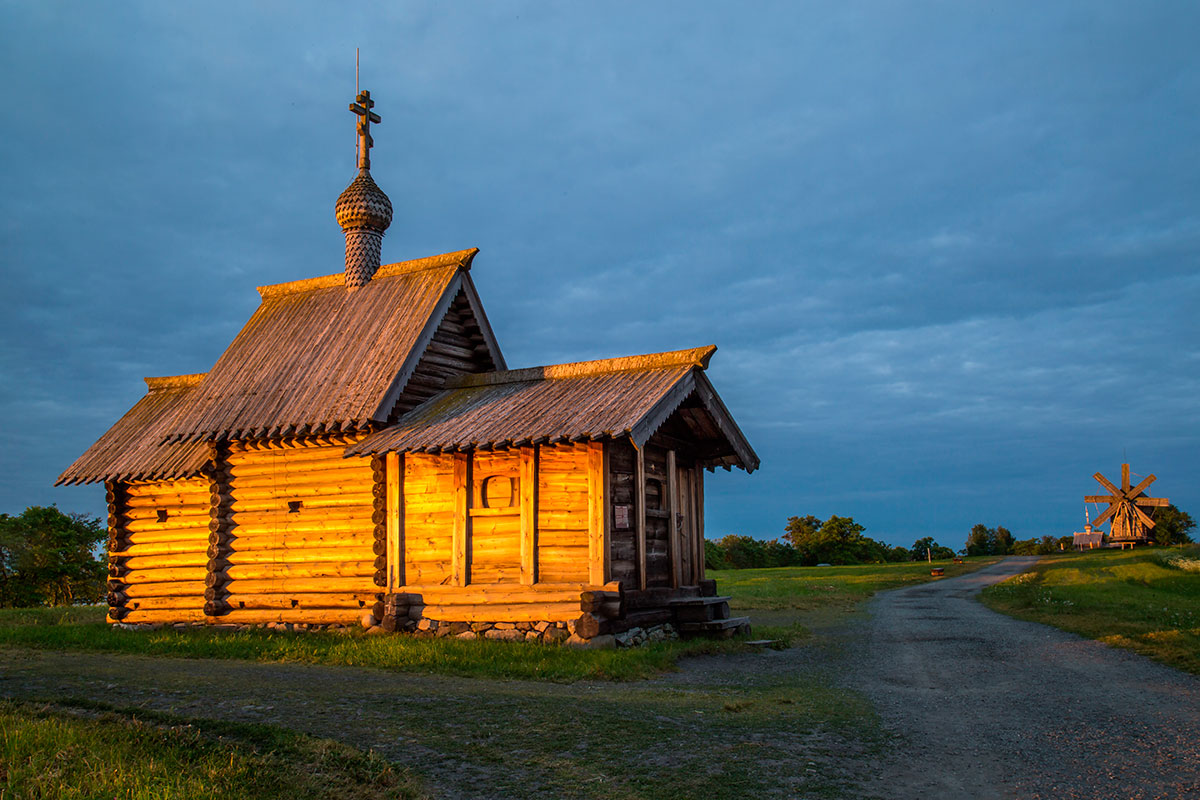
穆罗姆斯基修道院的拉撒路復活教堂（被认为是俄罗斯最古老的木制建筑）

### 城市
奥涅加湖湖畔最大的城市是卡累利阿共和国的首府彼得罗扎沃茨克，人口數27萬，彼得大帝為採礦而在1703年建造該城。城内保留着几座叶卡捷琳娜二世时期的新古典主义建筑，包括圆形广场和一座建于1790年的体育馆。奥涅加湖的堤岸上矗立着一系列雕塑，许多是友好城市互赠之礼。
梅德韋日耶戈爾斯克建于1916年，并从1931年起成为白海-波罗的海运河的建设基地。1703年至1710年以及1766年至1769年间，此處是一座工廠。第二次世界大战期间，该地区被芬蘭軍隊占领，军事活动十分活跃。 

### 基日岛
位於奥涅加湖的基日岛是俄羅斯国家历史、建筑和民族保护区。岛上有89座15至20世纪的木制建筑古迹，當中最知名的為建於18世紀初的基日島的木結構教堂，它於1990年時列入世界遗产名錄中。

### 岩画
奥涅加湖的另一大看点是奧涅加湖和白海岩畫，岩畫位於湖的東邊，在20平方公里的區域內約有1200幅岩畫。岩畫中包含人類、動物、船，以及圓形、新月形等幾何圖案。
联合国教科文组织認為岩畫见证了石器时代人類的創造與藝術，故在2021年將其列入世界遗产。

### 其他
湖周围散布着许多其他历史古迹。其中包括位于湖东岸的穆羅姆聖母升天修道院。该修道院建于1350年，1918年关闭，1991年重建。

## 外部連結
- Kropotkin, Peter Alexeivitch; Bealby, John Thomas. .  20 (第11版). London: 105. 1911.